# John Sell Cotman

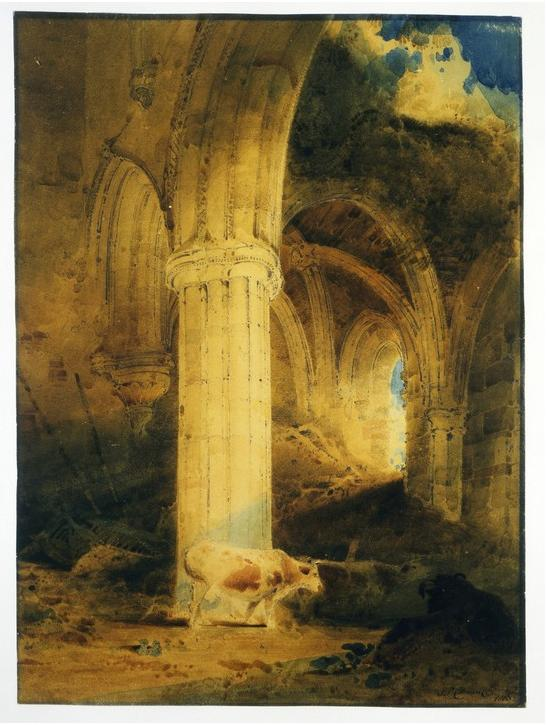
Ruiny w Rievaulx, 1803

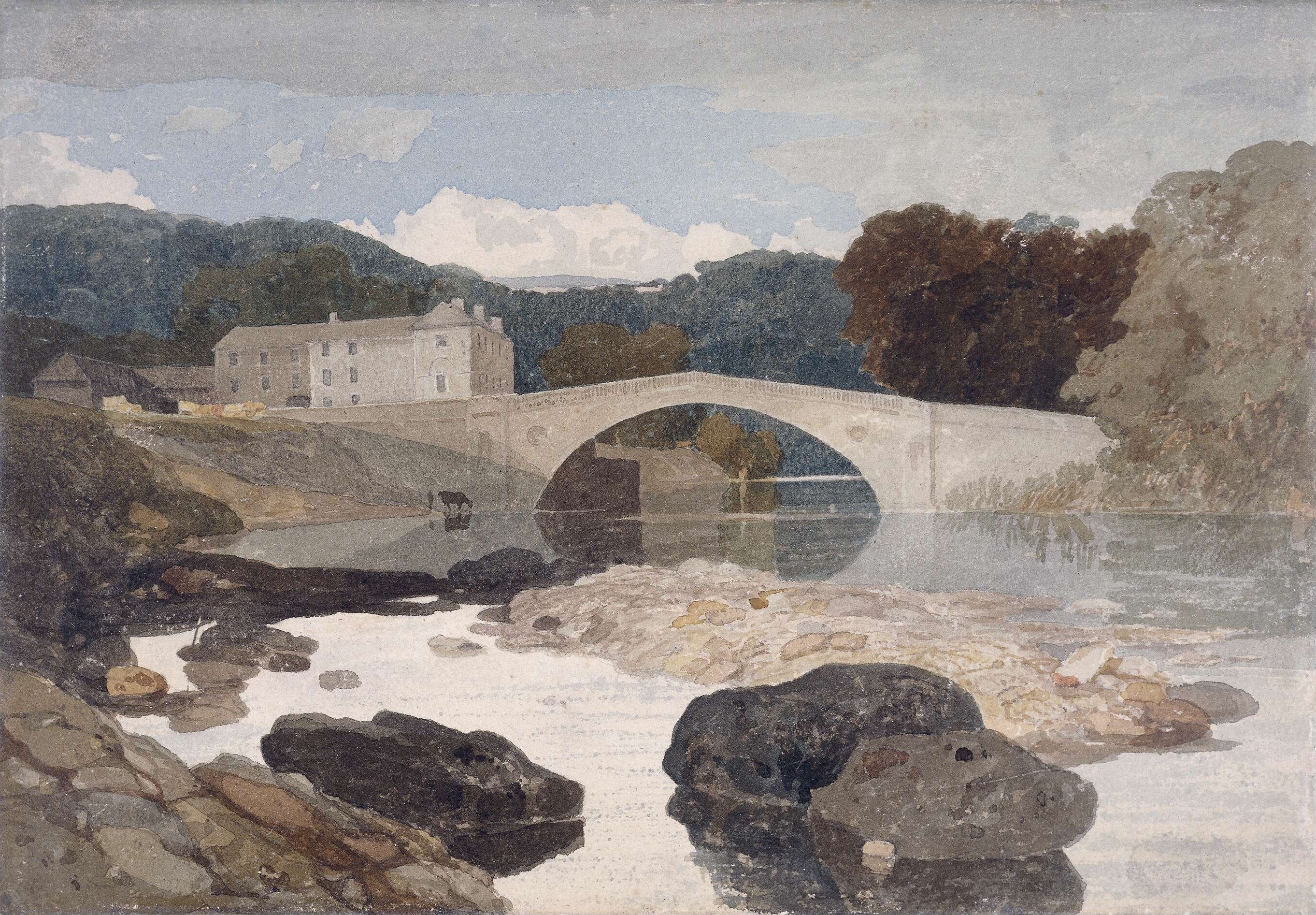
Greta Bridge, ok. 1806

John Sell Cotman (ur. 16 maja 1782 w Norwich, zm. 24 lipca 1842 w Londynie) – angielski malarz, grawer i ilustrator tworzący głównie akwarele, czołowy przedstawiciel Norwich School.

## Życie
Urodził się w rodzinie bogatego kupca jedwabiu. W 1798 wyjechał do Londyn, gdzie pracował u Thomasa Monro, lekarza i kolekcjonera sztuki. Poznał w tym czasie Williama Turnera i Thomasa Girtina, wyjeżdżał też malować do Walii i Surrey. W 1800 wystawił pierwszą pracę w Royal Academy, otrzymał też liczącą się nagrodę, honorową paletę od Society of Arts.
W 1806 artysta osiadł na stałe w rodzinnym Norwich, gdzie przystąpił do lokalnej szkoły malarstwa pejzażowego – Norwich School. W 1809 ożenił się z Ann Mills, córką farmera, małżeństwo miało pięcioro dzieci. W 1834 został profesorem rysunku w King’s College w Londynie, gdzie jego uczniem był m.in. Dante Gabriel Rossetti. Malarz współpracował od 1825 z Royal Watercolour Society, a od 1836 był honorowym członkiem Royal Institute of British Architects. Zmarł w 1842, został pochowany na cmentarzu St. John’s Wood w Londynie. Jego dwaj synowie Miles Edmund Cotman i John Joseph Cotman także byli malarzami.

## Twórczość
John Sell Cotman malował głównie akwarelami, jego śmiałe prace odznaczają się użyciem dużych plam rozcieńczonych kolorów i prostą, geometryczną kompozycją. Tematyka była zróżnicowana, przeważały pejzaże i tematy marynistyczne. Artysta tworzył też akwaforty, głównie na potrzeby ilustrowania książek, dokumentował stare budynki i zabytki. Jego obrazy znajdują się głównie w zbiorach brytyjskich, m.in. Castle Museum and Art Gallery w Norwich (ponad 2000 prac), Tate Gallery, British Museum and Victoria & Albert Museum w Londynie, Fitzwilliam Museum w Cambridge i City Art Gallery w Leeds.